# 염포초등학교
염포초등학교는 대한민국 울산광역시 북구 염포동에 있는 초등학교다.

## 학교 연혁
- 1955년 4월 1일 염포국민학교 설립인가
- 1976년 3월 1일 양정국민학교(12학급) 분리
- 1986년 3월 1일 병설유치원 설립(1학급)
- 1995년 3월 1일 특수학급 개설(1학급)
- 1996년 3월 1일 염포초등학교로 교명 변경

## 학교 상징
- 교화(校花) - 장미(사랑과 열정) : 열심히 공부하고 개인의 특기신장을 위해 지속적으로 노력한다.
- 교목(校木) - 소나무(굳센과 의지) : 예절바르고 좋은 습관을 익혀 올바른 인성을 기른다.
- 교조(校鳥) - 비둘기(평화와 나눔) : 이웃과 지역사회를 위하여 헌신적으로 희생 봉사한다.
- 교색(校色) - 흰색(순결과 정직) : 미래를 위하여 부단히 노력하는 창조정신을 기른다.

## 참고 자료
- 염포초등학교 - 한국교육학술정보원 학교알리미